# Hans Hofer (politik, 1866–1930)
Hans Hofer (11. února 1866 Unterhaus – 30. dubna 1930 Klagenfurt) byl rakouský agrární politik, na počátku 20. století poslanec Říšské rady, v poválečném období poslanec rakouské Národní rady.

## Biografie
Vychodil národní školu a působil jako zemědělec a obchodník se dřevem. Angažoval se v Německé agrární straně. Byl starostou obce Seeboden. Byl též poslancem Korutanského zemského sněmu a předsedou Svazu venkovských družstev. Byl členem správní rady Rolnické banky.
Na počátku 20. století se zapojil i do celostátní politiky. Ve volbách do Říšské rady roku 1911 získal mandát v Říšské radě (celostátní zákonodárný sbor) za obvod Korutany 7. Usedl do poslanecké frakce Německý národní svaz, v jehož rámci byl členem Německé agrární strany. Ve vídeňském parlamentu setrval až do zániku monarchie. K roku 1911 se profesně uvádí jako zemský poslanec a zemědělec.
V letech 1918–1919 zasedal jako poslanec Provizorního národního shromáždění Německého Rakouska (Provisorische Nationalversammlung), nyní za Německou nacionální stranu (DnP).